# Drive-Away Dolls
Drive-Away Dolls är en amerikansk komedi- och actionthrillerfilm från 2024. Filmen är regisserad av Ethan Coen. Coen har även skrivit manus tillsammans med sin fru Tricia Cooke. De har även producerat filmen tillsammans med Robert Graf, Tim Bevan och Eric Fellner.
Filmen hade biopremiär i Sverige den 22 mars 2024, utgiven av Universal Pictures.

## Handling
Filmen kretsar kring Jamie som nyligen gjort slut med sin flickvän, och hennes vän Marian som bara behöver komma bort från allt. På jakt efter en nystart ger de sig tillsammans ut på en roadtrip till Tallahassee, men allt går snett när deras vägar korsas med ett gäng inkompetenta gangsters.

## Rollista (i urval)
- Margaret Qualley – Jamie
- Geraldine Viswanathan – Marian
- Beanie Feldstein – Sukie
- Pedro Pascal – Santos
- Colman Domingo – Chief
- Bill Camp – Curlie
- Matt Damon – Senator Channel
- Joey Slotnick – Arliss
- Annie Gonzalez
- Connie Jackson
- Abby Hilden